# 遵义医科大学附属医院
遵义医科大学附属医院位于贵州省遵义市汇川区，始建于1969年5月，是一所三级甲等综合医院，前身为大连医学院附属医院。